# Chân trời tím (phim)
Chân trời tím là một phim lãng mạn do Lê Hoàng Hoa đạo diễn, xuất phẩm năm 1971 tại Sài Gòn.

## Lịch sử
Truyện phim phỏng theo tiểu thuyết cùng tên của tác giả Văn Quang, ấn hành năm 1964.

## Nội dung
Hạ sĩ Phi có biệt tài bắn súng máy, bị thương sau một trận đánh ác liệt, được chẩn đoán không còn khả năng tác chiến do mất một ngón tay. Nhờ biết lái xe, anh được biệt phái phục vụ hậu cứ, làm tài xế riêng cho Trung tá Lạc, trung đoàn trưởng, tạm thời tránh xa khói lửa chiến tranh. Trung tá Lạc có hai con gái rất xinh đều thầm yêu Phi, nhưng Phi không thấy hứng thú gì, không rung động, vì lòng anh đã có hình bóng Liên, một ca sĩ phòng trà. Với nhiều thanh niên trong tuổi quân dịch, một chân lính tài xế như Phi quả là một điều mơ ước cho họ. Thậm chí họ còn phải lo tiền để được làm những "lính kiểng" phục vụ hậu phương. Nhưng Phi thì khác, cuộc sống với những tháng ngày êm trôi theo ngày tháng bình yên, ngày ngày đưa người yêu đi dạo phố sắm sửa, ăn uống, ngoạn cảnh chỉ làm cho Phi thấy bứt rứt, nhàm chán. Khi vết thương lành, Phi tự nguyện xin trở lại chiến trường.
Vắng Phi, ở hậu phương, Liên bị ép buộc phải chung sống với một gã giàu có mà ti tiện, hung hãn, thô lỗ và hay ghen tuông. Bầu không khí thủ đô Sài Gòn bấy giờ sôi sục từng ngày với những cuộc xuống đường, biểu tình của sinh viên, Phật tử. Họ bày tỏ sự bất mãn cao độ đối với chính sách đàn áp Phật giáo của chế độ họ Ngô. Tuy vậy, chính quyền không đáp ứng nên đã xảy ra bạo động ở nhiều nơi. Tình hình trở nên đặc biệt nghiêm trọng sau sự kiện nhà sư Thích Quảng Đức tự thiêu ngay giữa thủ đô.
Một số tướng lĩnh do trung tướng Dương Văn Minh đứng đầu, đã quyết định đảo chính tổng thống. Chiến xa và những đoàn quân hùng hậu được các tướng phe đảo chính đưa về bao vây và tấn công dinh Độc Lập. Khi cuộc đảo chính ngày 1 tháng 11 năm 1963 xảy ra, phủ tổng thống phát lệnh khẩn điều động những đơn vị trung thành tức tốc về bảo vệ dinh, trấn áp lực lượng đảo chính, Phi cũng có mặt trong số binh sĩ này. Anh nghĩ rằng súng anh cầm chỉ nhả đạn vào quân thù, không thể bắn vào những người cùng hàng ngũ, nhiệm vụ anh là hướng mũi súng về phía trước trấn giữ đất nước. Mãi theo đuổi dòng suy nghĩ, Phi mất cảnh giác nên trúng đạn của một tay súng phía bên lực lượng đảo chính, đạn ghim vào cánh tay. Bị thương khá nặng, Phi cố gắng bò lê về nơi ở của Liên, gọi cửa.
Mất quá nhiều máu, Phi ngã gục khi Liên vừa mở cửa phòng ra. Hốt hoảng, Liên sơ cứu, băng bó vết thương và đặt Phi nằm trên giường, Phi qua cơn nguy kịch. 
Bấy giờ, Phi bày tỏ với Liên niềm ước ao đưa Liên về một chân trời tím, nơi hai người sẽ xa lánh thế gian, không một ai quấy rầy, cùng đắm mình trong tình yêu vĩnh cửu ngọt ngào. Liên cũng rất hào hứng về dự định của Phi, thề nguyền cùng anh tìm đến nơi mỹ miều ấy khi anh lành vết thương.
Hai người có ngờ đâu rằng tay anh chị nấp ngoài cửa nãy giờ đã nghe hết ý định của họ. Đến sáng, Liên bật radio, đài Sài Gòn phát liên tục thông báo kêu gọi tất cả các quân nhân phải lập tức về ngay đơn vị trình diện. Phe đảo chính của tướng Dương Văn Minh đã thành công. Chờ khi Phi rời đi theo lệnh kêu gọi trình diện, tên chồng hờ xông vào hỏi tội Liên. Trong cơn ghen tức hắn đã đâm chết Liên.

## Kĩ thuật
Phim quay chủ yếu tại Sài Gòn và Vũng Tàu năm 1970.

### Sản xuất
- Tổng kinh phí sản xuất bộ phim là 14 triệu đồng - một số tiền rất lớn thời điểm đó.
- Bộ phim được quay ròng rã ba tháng trời, với 100 xe tăng, 45 máy bay trực thăng, 300 xe cơ giới đủ loại, 600 diễn viên chính phụ và đã thu vào 94 triệu đồng, nghĩa là lời gấp gần 7 lần so với số vốn bỏ ra.
- Cảnh Liên nằm cho họa sĩ vẽ được xem là cảnh "nóng" đầu tiên trên màn ảnh Việt.

### Diễn xuất
- Hùng Cường... Phi
- Kim Vui[4]... Liên
- Mộng Tuyền[5]... Loan
- Thanh Lan... Phượng
- Ánh Nga
- Bảo Ân... Điền
- Ngọc Đức
- Thẩm Thúy Hằng
- Hà Huyền Chi... Tân
- Khả Năng
- Trần Đỗ Cung... Trung tá Lạc
- Ngọc Phu
- Khả Năng
- Tùng Lâm
- Xuân Phát
- Bà Năm Sa Đéc... Má Phi

## Hậu trường
Đầu năm 1971, tại Sài Gòn, một tổ hợp gồm 7 doanh nhân ngành công nghiệp điện ảnh đã thành lập một liên doanh để huy động vốn thực hiện một cuốn phim hoành tráng về tình yêu và chiến tranh tại Việt Nam, lấy tên là Liên Ảnh (gọi tắt của Liên Hiệp Điện Ảnh Việt Nam). Ý tưởng để thực hiện là đưa nội dung cuốn tiểu thuyết "Chân trời tím" của nhà văn Văn Quang lên màn bạc, nhưng yêu cầu không phải là một sản phẩm mì ăn liền mà phải là một bộ phim mang tầm vóc kinh điển. Không hãng phim riêng lẻ nào đủ sức gồng chi phí làm phim dự kiến sẽ rất lớn lao, nên việc huy động lập liên doanh chung vốn được sáng kiến và đồng thuận sau thời gian ngắn bàn bạc. Trọng trách đạo diễn cuốn phim được nhắm cho ông Lê Hoàng Hoa, một tên tuổi hàng đầu trong làng điện ảnh, còn hai vai chính nam nữ sẽ mời Hùng Cường và Kim Vui, hai ca sĩ thanh sắc vẹn toàn bấy giờ. Ngoài giàn giáo đó, Liên Ảnh còn tính chu đáo đến từng giem, sẽ mời hầu hết những gương mặt nghệ sĩ nào có tiếng tăm tại Sài Gòn vào các vai phụ để đảm bảo sức thu hút khán và cả doanh thu.
Hùng Cường vào vai Phi súng máy, một hạ sĩ thuộc binh chủng thiết giáp dưới quyền chỉ huy của viên thiếu tá trung đoàn trưởng có hai con gái xinh đẹp. Thiếu tá này ngoài đời cũng mang hàm thiếu tá, nhưng thuộc bên không quân, là ông Trần Đỗ Cung. Ngoài ra, sự kỹ lưỡng đến cả phần viết lời đối thoại khi liên hiệp phim mời chính nhà văn Văn Quang cùng Mai Thảo, một nhà văn khác biên thoại. Hai tác phẩm Nghìn trùng xa cách của Phạm Duy và Người đi qua đời tôi của Phạm Đình Chương được dự kiến làm nhạc nền cho cuốn phim, sau còn có cả Trần Thiện Thanh soạn thêm bài Chân trời tím rất bám sát nội dung. Cô Lê Hiền là giọng lồng tiếng cho cả Kim Vui và Mộng Tuyền.
Bối cảnh thời gian xảy ra của tác phẩm là giai đoạn chuyển tiếp giữa hai nền đệ nhất và đệ nhị cộng hòa, trong đó đỉnh điểm là cuộc chính biến lật đổ Ngô Đình Diệm mà vai chánh Phi bị cuốn hút vào đó. Không gian là vài cảnh chiến trường chủ yếu tại miền Nam thời bấy giờ và ngoại cảnh chính yếu là thủ đô Sài Gòn và cảnh quan biển ở Vũng Tàu. Phim huy động được cả sự hỗ trợ của quân lực, cảnh trận đánh tại một tiền đồn miền duyên hải đã có sự tham dự của không quân, bộ binh và thiết giáp thật, cùng một màn hành quân trực thăng vận công phu.
| “                | Bộ phim quay xong là một thành công lớn được hầu khắp các báo Sài Gòn ca ngợi. Phim được giải tổng thống năm 1971. Đích thân Tổng thống Nguyễn Văn Thiệu đã trao tặng Kim Vui tượng vàng nữ diễn viên xuất sắc trong đêm liên hoan trao giải tại dinh Độc Lập. | ” |
| — Thẩm Thúy Hằng | |   |

## Nhạc phim
- Nửa hồn thương đau
Sáng tác: Phạm Đình Chương
Trình bày: Thái Thanh
- Người đi qua đời tôi[a]
Sáng tác: Phạm Đình Chương
Trình bày: Thái Thanh

## Giải thưởng
Theo lời danh ca Hùng Cường, bức ảnh ghi lại cảnh ông và bạn diễn Kim Vui nằm hôn nhau ngoài bãi biển Vũng Tàu trong phim Chân trời tím bị chính quyền mới phóng to và trưng bày ở cửa vào khu triển lãm "tội ác Mĩ-ngụy" để đả kích. Về sau, khoảng năm 2004 và 2005, cuốn băng sao trắng đen của bộ phim này lại được đem chiếu cho du khách tại Hội trường Thống Nhất, tuy nhiên vì chất lượng băng đã quá nhiễu nên phải cất đi sau một thời gian. Đương thời, Chân trời tím cũng là xuất phẩm điện ảnh ẵm nhiều vinh dự Giải thưởng Văn học Nghệ thuật Toàn quốc nhất.
- Ba giải vàng văn học - nghệ thuật toàn quốc, Sài Gòn - 1971: Văn học, Nghệ thuật, Nữ tài tử chánh xuất sắc nhất (Kim Vui).
- Giải nhất về nghệ thuật tại Liên hoan phim Á châu, Đài Bắc - 1971 (Best Artistic Expression Award from the Asian Film Festival).

## Liên kết

### Tư liệu
- Những mỹ nhân tuyệt sắc của làng nghệ thuật Sài Gòn trên hình bìa tạp chí Kịch Ảnh năm 1957
- Cần khôi phục những di sản điện ảnh quý giá của miền Nam trước 1975 Lưu trữ ngày 1 tháng 9 năm 2022 tại Wayback Machine
- Nữ minh tinh Kim Vui tưởng nhớ người bạn diễn Ngọc Đức và phim Chân trời tím
- Nữ minh tinh Kim Vui tưởng nhớ kịch sĩ, tài tử Ngọc Đức vừa mất ngày 25 tháng 3 năm 12
- Lý do bài Chân trời tím không được chọn